# Mont Khalatsa
Le mont Khalatsa (en géorgien : ხალაწა) est une montagne située à la frontière de la Russie avec la Géorgie et plus particulièrement avec la république séparatiste d'Ossétie du Sud, dont elle constitue le point culminant. Elle se situe à une altitude de 3 938 mètres.